# Husseren-Wesserling
Husseren-Wesserling – miejscowość i gmina we Francji, w regionie Grand Est, w departamencie Górny Ren.
Według danych na rok 1990 gminę zamieszkiwało 919 osób, 181 os./km².